# ديجي لوكر
ديجي لوكر ( بلانجليزيه : DigiLocker) هي خدمة رقمية سحابية آمنة تملكها وتشغلها الحكومة الهندية، وتقدمها وزارة الإلكترونيات وتكنولوجيا المعلومات الهندية (MeitY) كجزء من مبادرة الهند الرقمية (Digital India).
تتيح هذه الخدمة للمستخدمين الوصول إلى النسخ الرقمية لمجموعة متنوعة من المستندات المهمة، مثل رخص القيادة، شهادات تسجيل المركبات، وبيانات الدرجات الأكاديمية. بالإضافة إلى ذلك، يوفر DigiLocker مساحة تخزين تبلغ 1 جيجابايت لكل حساب، لتمكين المستخدمين من تحميل نسخ ممسوحة ضوئيًا من مستنداتهم القديمة.
لاستخدام DigiLocker، يجب أن يمتلك المستخدمون رقم Aadhaar. عند التسجيل، يتم التحقق من هوية المستخدم باستخدام كلمة مرور لمرة واحدة (OTP) تُرسل إلى رقم الهاتف المحمول المرتبط بـ Aadhaar .
أُطلقت النسخة التجريبية من خدمة DigiLocker في فبراير 2015. ثم أطلقها رئيس الوزراء ناريندرا مودي للجمهور رسميًا في 1 يوليو 2015   في البداية، كانت مساحة التخزين المخصصة للمستندات القديمة التي يتم تحميلها 100 ميغابايت ، ويقتصر حجم الملفات الفردية على 10 ميغابايت.
في يوليو 2016، سجلت خدمة DigiLocker 2.013 مليون مستخدم، مع مستودع يضم 2.413 مليون مستند. وشهد عدد المستخدمين قفزة كبيرة، حيث انضم 753 ألف مستخدم جديد في أبريل من نفس العام، وذلك بعد أن حثت الحكومة المركزية الهيئات البلدية على استخدام DigiLocker لجعل إدارتها خالية من الأوراق .
منذ عام 2017، توسعت ميزة DigiLocker لتشمل طلاب مجلس ICSE، مما يتيح لهم تخزين شهادات الصفين العاشر والثاني عشر ومشاركتها حسب الحاجة   في فبراير 2017، بدأ بنك Kotak Mahindra في توفير إمكانية الوصول إلى المستندات الموجودة في DigiLocker من داخل تطبيقه المصرفي عبر الإنترنت، مما يتيح للمستخدمين التوقيع عليها ومشاركتها إلكترونيًا . في مايو 2017، كانت أكثر من 108 مستشفيات، بما في ذلك مستشفى تاتا التذكاري، تخطط لإطلاق استخدام DigiLocker لتخزين المستندات الطبية وتقارير الاختبارات لمرضى السرطان. وفقًا لمهندس معماري في هيئة الهوية الهندية، سيتم تزويد المرضى بمفتاح رقمي يمكنهم مشاركته مع المستشفيات الأخرى لمنحهم حق الوصول إلى تقارير اختباراتهم [3].
اعتبارًا من ديسمبر 2019، أتاح DigiLocker الوصول إلى أكثر من 3.72 مليار (372 كرور) وثيقة أصلية صادرة عن 149 جهة. وقد بلغ عدد المستخدمين المسجلين على المنصة ما يزيد عن 33 مليون (3.3 كرور)، وتقبل 43 منظمة طالِبة المستندات من DigiLocker . في عام 2023، قامت حكومة الهند بدمج نموذج طلب جواز السفر مع Digilocker . وارتفاعًا ملحوظًا، فاعتبارًا من ديسمبر 2024، سهّلت منصة Digilocker إصدار 9.4 مليار وثيقة لـ434.9 مليون (43.49 كرور) مستخدم .
تتوفر أيضًا ميزة مرتبطة ـ<b>بالتوقيع الإلكتروني على</b> المستندات. تهدف هذه الخدمة إلى تقليل استخدام الوثائق المادية وتخفيض النفقات الإدارية، مع ضمان صحة الوثائق وتوفير وصول آمن إلى الوثائق الصادرة عن الحكومة، وبالتالي تسهيل حصول السكان على الخدمات.

## هيكل DigiLocker
تحتوي الخزانة الرقمية لكل مستخدم على الأقسام التالية.
- شهاداتي : يحتوي هذا القسم على قسمين فرعيين:
  - المستندات الرقمية : تحتوي على عناوين URI الخاصة بالمستندات الصادرة للمستخدم من قبل الدوائر الحكومية أو الوكالات الأخرى.
  - المستندات التي تم تحميلها : يسرد هذا القسم الفرعي جميع المستندات التي تم تحميلها بواسطة المستخدم. يجب ألا يتجاوز حجم أي ملف يتم تحميله 10 ميجا بايت. يمكن تحميل الملفات بصيغة pdf، jpg، jpeg، png، bmp وgif فقط.
- الملف الشخصي : يعرض هذا القسم الملف الشخصي الكامل للمستخدم كما هو متاح في قاعدة بيانات UIDAI .
- الجهة المصدرة : يعرض هذا القسم أسماء الجهات المصدرة وعدد المستندات الصادرة للمستخدم من قبل الجهة المصدرة.
- مقدم الطلب : يعرض هذا القسم أسماء مقدمي الطلب وعدد المستندات المطلوبة من المستخدم من قبل مقدمي الطلب.
- الدلائل : يعرض هذا القسم القائمة الكاملة للجهات المصدرة والطالبة المسجلة بالإضافة إلى عناوين URL الخاصة بها.

## تعديلات على قانون تكنولوجيا المعلومات للخزانة الرقمية
إن DigiLocker ليس مجرد منصة تقنية فحسب، بل هو نظام متكامل له أساس قانوني. فقد أعلنت وزارة الإلكترونيات وتكنولوجيا المعلومات عن القواعد المنظمة لهذه الخدمة .
وتأكيدًا على ذلك، تنص التعديلات التي طرأت على قانون تكنولوجيا المعلومات لعام 2000 في فبراير 2017 بوضوح على أن المستندات التي تُقدم وتُشارك من خلال DigiLocker تُعتبر مساوية في قيمتها للشهادات المادية المقابلة [2]. وهذا يمنح المستندات الرقمية الصادرة عبر هذه المنصة صلاحية قانونية كاملة.
وفقًا لهذه القاعدة، يُسمح للمصدرين والمتقدمين بما يلي:
1. إصدار وقبول المستندات الرقمية: يمكن للمصدرين البدء في إصدار شهادات أو مستندات موقّعة رقميًا (أو إلكترونيًا)، والتي يتم مشاركتها من حسابات الخزانة الرقمية للمشتركين. تُعامَل هذه المستندات على قدم المساواة مع المستندات المادية، وذلك وفقًا لأحكام القانون والقواعد الصادرة بموجبه. وبالمثل، يجوز للمتقدمين البدء في قبول هذه المستندات الرقمية الموقعة إلكترونيًا والمشارَكة من حسابات الخزانة الرقمية للمشتركين، معتبرين إياها مكافئة للمستندات المادية.
2. التعامل مع المستندات عبر نظام الخزانة الرقمية: عندما يتم إصدار أو دفع أي من هذه الشهادات أو المستندات المذكورة أعلاه في نظام الخزانة الرقمية من قِبل جهة إصدار، ثم يتم الوصول إليها أو قبولها من قِبل مقدم الطلب عبر معرّف الموارد الموحد (URI)، يُعتبر حينها أن جهة الإصدار قد شاركتها مباشرةً في شكل إلكتروني . [17]

## إشعارات هامة من الدوائر الحكومية بخصوص DigiLocker
- هيئة تنظيم التأمين (هيئة تنظيم التأمين في الهند): تنصح هيئة تنظيم التأمين في الهند جميع شركات التأمين بإصدار سياسات التأمين الرقمية عبر DigiLocker [18]

## إجراءات الأمان الخاصة بـ DigiLocker
وفيما يلي التدابير الأمنية  المستخدمة في النظام
- تشفير SSL 256 بت
- التسجيل باستخدام المصادقة عبر الهاتف المحمول
- مركز بيانات معتمد وفقًا لمعيار ISO 27001
- تكرار البيانات
- تسجيل الخروج المحدد بوقت
- تدقيق الأمان

## روابط خارجية
- ABC ID Portal